# 並木町 (八王子市)
並木町（なみきちょう）は、東京都八王子市の地名。丁番を持たない単独町名であり、住居表示実施済み区域。郵便番号は193-0831（八王子西郵便局管区）。

## 地理
八王子市中心街の西南部、西八王子駅 - 高尾駅の間のJR中央本線の北側に位置している。地内中央部を国道20号（甲州街道）が通過している。東で千人町、西で東浅川町、南で散田町、北で長房町と隣接する。

## 歴史
江戸時代まで散田村の一部であり、散田新地と呼ばれた。

### 地名の由来
並木町という町名は、1927年（昭和2年）に武蔵陵墓地（多摩御陵）が造営されたのを記念して甲州街道沿いに植栽されたイチョウの並木に由来し、毎年秋には、並木町を含む甲州街道沿いにて八王子いちょう祭りが開催される。

### 沿革
- 1667年（寛文7年） - 検地によって、現在の散田町、並木町、山田町の全域、めじろ台のほぼ全域、東浅川町東側の三田地域、台町の一部が武蔵国多摩郡散田村として確定する。[6]
- 1889年（明治22年）4月1日 - 町村制施行により、神奈川県南多摩郡散田村が下長房村、下椚田村、館村、寺田村、大船村が合併し、横山村が成立する。横山村大字散田が成立。
- 1935年（昭和10年）4月1日 - 八王子市立横山第二小学校の前身である横山村立横山第二尋常小学校が開校。
- 1955年（昭和30年）4月1日 - 横山村が八王子市に編入、横山村大字散田は八王子市大字散田となる。
- 1956年（昭和31年）10月1日 - 町名変更により八王子市大字散田の一部が並木町となる。

## 世帯数と人口
2017年（平成29年）12月31日現在の世帯数と人口は以下の通りである。
| 町丁   | 世帯数    | 人口    |
| ------ | --------- | ------- |
| 並木町 | 1,586世帯 | 3,356人 |

## 小・中学校の学区
市立小・中学校に通う場合、学区は以下の通りとなる。
| 番地 | 小学校                   | 中学校               |
| ---- | ------------------------ | -------------------- |
| 全域 | 八王子市立横山第二小学校 | 八王子市立横山中学校 |

## 交通

### 鉄道
町域南側にJR中央本線の線路が通っているが駅はなく、1kmほど東にある西八王子駅が最寄り駅となる。かつては京王御陵線と武蔵中央電気鉄道も通っており、町域内の散田架道橋付近に武蔵横山駅と横山駅前駅があった。

### バス
- 京王電鉄バス
  - 京王八王子駅・西八王子駅 - 並木町 - 館ヶ丘団地行
- 神奈川中央交通
  - 八王子駅 - 並木町 - 相模湖駅行

### 道路
- 国道20号（甲州街道）

## 施設

### 行政
- 八王子市役所横山事務所

### 教育
- 八王子市立横山第二小学校
- セント・ベル幼稚園インターナショナル

### 郵便局
- 八王子並木町郵便局

### 商業
- ザ・マーケットプレイス八王子
  - ヤオコー八王子並木町店
  - ノジマ西八王子店

### 寺社
- 稲荷森神社
- 長安寺 - 曹洞宗の寺院。山号は祥雲山。

### 史跡
- 横山事務所のオオツクバネガシ - 八王子市指定天然記念物。推定樹齢200年以上[8]。